# Quinta Suiza
La Quinta Suiza designa al conjunto de nacionales suizos que viven fuera del territorio nacional. El término quinta es una referencia a las cuatro comunidades lingüísticas oficiales (alemán, francés, italiano y romanche) dentro del territorio nacional.
Los expatriados representan más de 788.000 personas. La mayoría de ellos vive en países pertenecientes a la Unión Europea. Sus intereses son defendidos por la Organización de Suizos en el Extranjero.